# 니콘 D2X

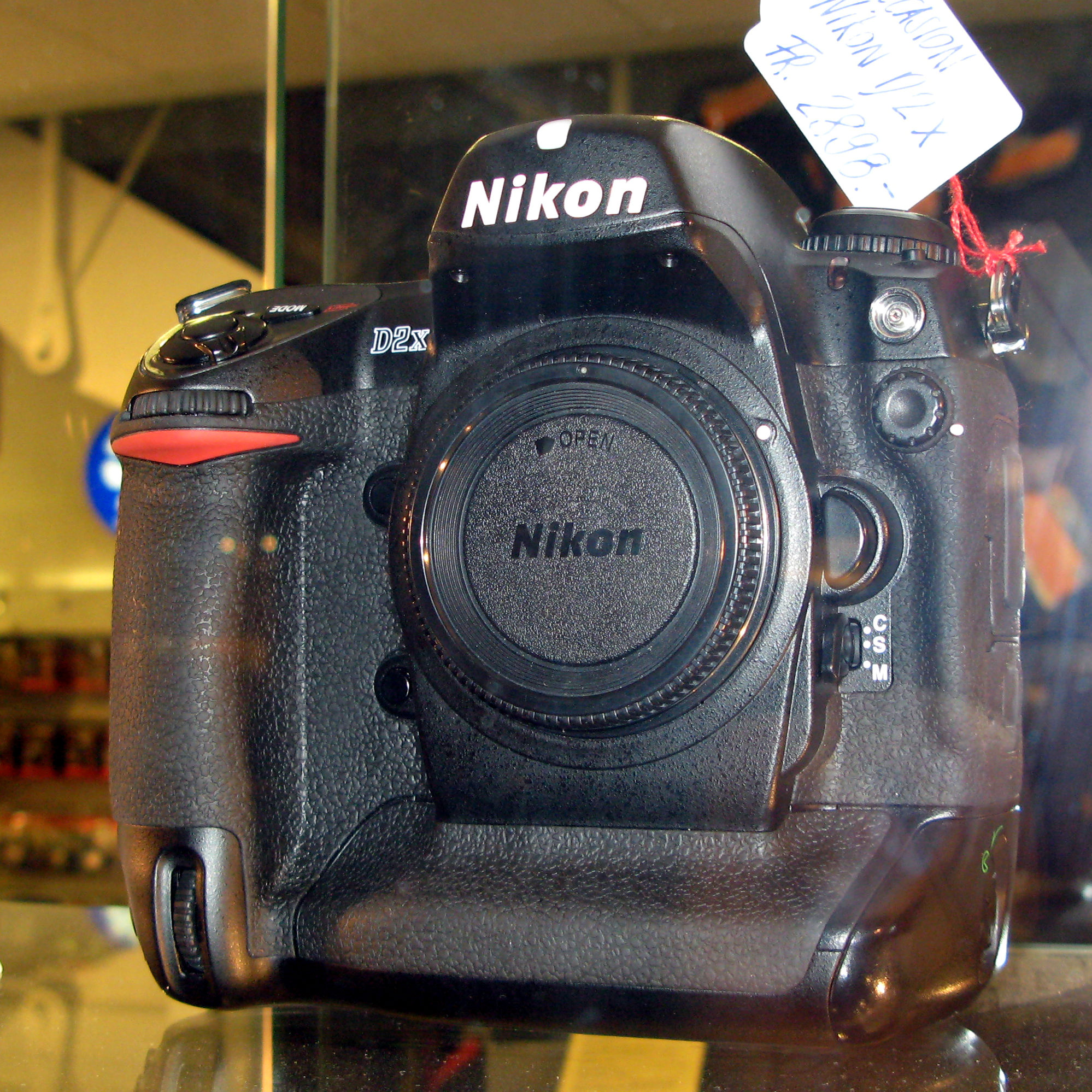
니콘 D2X

니콘 D2X(Nikon D2X)는 1,240만 유효 화소를 가진 최고급형 디지털 SLR 카메라로, 2004년 9월 14일에 발표되었다. 니콘 D1X 후속인 D2X는 2006년 6월 D2Xs가 발표되기 전까지 니콘 최상위 기종이었다.
촬상소자로 소니에서 생산하는 CMOS 이미지 센서를 사용한다. 이 센서는 소니와 니콘이 공동으로 개발하였다. D2X의 이미지 센서보다 크기는 약간 작지만 매우 유사한 CMOS 센서가 소니 사이버샷 DSC-R1에 사용되었다. D2X와 D2Xs는 니콘 디지털 SLR 중 CMOS 소자를 촬상소자로 사용한 최초 기종이다. 니콘 D2H 및 D2Hs는 니콘에서 자체 개발한 LBCAST 센서를 사용하며, D2X 이전에 출시된 니콘 DSLR은 모두 CCD를 사용한다.
D2X는 sYCC 색공간을 지원한다.

## D2Xs
D2X의 후속으로 D2Xs가 출시되었다. 개선사항은 다음과 같다.
- 크롭 연사시 잘려나가는 부분이 뷰파인더에 어두운 회색으로 표시됨
- 연사 버퍼 효율 향상
- AF 성능의 향상
- 배터리 효율 향상(D2X의 약 2,800매에서 3,800매 이상으로 향상)
- LCD 시야각 확장
- 감도(ISO)조절의 세분화
- 조작 편의성 향상(외부적으로 새로운 버튼이나 기타 조작체가 추가된것이 아님)
- 카메라 모든 설정을 파일화하여 저장가능
- 트리밍 기능, 흑백 색공간 추가, 클리닝 미러업 기능을 배터리로 구동하고 있을 때도 사용 가능, 커브 슬롯이 3개로 늘어남

개선사항 중 뷰파인더 표시기능 편리성 향상과 배터리 효율 향상 외 모든 기능은 2006년 12월 니콘에서 공개한 펌웨어로 D2X에서도 구현되어 D2Xs와 D2X의 기능 차이는 거의 없다고 보아도 무방하다. 결정적으로 D2X와 D2Xs의 화상 처리 능력은 차이가 없다는 것이 양 쪽 제품을 모두 사용, 비교해본 사람들의 주장이다.

## 장점
크롭 연사 기능은 이미지 센서의 중앙부를 사용하여 약 680만 화소로 초당 8연사를 가능케 하는 기능이며 이 경우 35mm 필름 대비 초점거리는 2배가 된다. 센서 면적 전체를 사용하면 약 1,280만 화소로 초당 5연사가 가능하다. 이들을 포함한 여러 장점들(경쟁 제품과 비교했을 때)은 다음과 같다.
- 방진방적(防塵防滴;방적은 '물방울로부터 보호'이다. 따라서 방습보다 한 단계 높은 안정성을 제공한다. 그렇지만 방수는 불가능하다)를 지원하는 무겁고 튼튼한 다이캐스팅 마그네슘 합금 본체
- 크롭 연사 기능(8fps)
- 유효화소 약 1,280만 화소
- 빠른 화상 처리와 리뷰 속도
- 우수한 LCD 성능
- 저감도에서의 우수한 노이즈 억제력, 니콘 DSLR중 가장 적은 감도수치 제공(기존 D1X가 125를 지원했음. D2X(s)는 100을 지원)
- 뛰어난 AF 성능(CAM 2000 AF 모듈 탑재, 9개의 크로스 측거점 제공)

## 단점
D2X(s)의 결정적인 단점은 이미지 센서의 작은 크기로, 이것으로 인한 고감도에서의 심한 노이즈(오랫동안 니콘 DSLR을 괴롭혀 온 문제로, 대부분의 사용자들이 이 이유로 고감도에서의 사용을 꺼려한다)와 이 작은 이미지 센서에 비교적 많은 화소가 집적되어 있어 미세한 손떨림도 쉽게 결과물에 나타나는 것, 그리고 회절로 인한 해상력 저하가 작은 조리개 값에서부터 나타나는 것도 작은 이미지 센서에서 비롯되는 단점이다. D2X의 경우 대략 f/11보다 큰 조리개 값에서는 회절에 의한 해상력 저하가 나타난다.
D2X(s)의 이미지 센서는 D70(s), D50, D40(x), D200와 같은 니콘 DX 포맷으로 크기 차이가 거의 없다.

## 경쟁 제품
D2X 및 D2Xs의 주요 경쟁 제품으로는 캐논 EOS-1Ds Mark II, 캐논 EOS-1D Mark II N이 있다.

## 같이 보기
- 풀프레임 DSLR